# Željko Bilecki
Željko Bilecki (Zagreb; 28 de abril de 1950-Toronto; 26 de abril de 2023) fue un futbolista croata-canadiense que jugaba como portero.

## Trayectoria
Jugó para Toronto Croatia en 1970 y luego estuvo en la Liga de Fútbol de América del Norte (NASL) con Toronto Metros-Croatia. Más tarde estuvo en los equipos de Tampa Bay Rowdies, Los Angeles Aztecs y Tulsa Roughnecks.
Ganó el Soccer Bowl con Toronto en 1976 y fue subcampeón en 1979 con Tampa Bay. Fue el suplente de Tulsa cuando ganaron el Soccer Bowl '83.

## Selección nacional
Hizo su debut con Canadá el 22 de diciembre de 1976 en una victoria por 3-0 contra Estados Unidos en un partido de clasificación para la Copa del Mundo en Puerto Príncipe.

### Participaciones en Campeonatos Concacaf
| Copa                                       | Sede   | Resultado     | Part. |
| ------------------------------------------ | ------ | ------------- | ----- |
| Campeonato de Naciones de la Concacaf 1977 | México | Cuarto puesto | 2     |

## Clubes
| Club                   | País           | Año       |
| ---------------------- | -------------- | --------- |
| Toronto Croatia        | Canadá         | 1970-1974 |
| Toronto Metros-Croatia | Canadá         | 1975-1978 |
| Tampa Bay Rowdies      | Estados Unidos | 1979-1980 |
| Los Angeles Aztecs     | Estados Unidos | 1980-1981 |
| Tulsa Roughnecks       | Estados Unidos | 1981-1983 |

## Palmarés

### Títulos nacionales
| Título                       | Equipo                 | País           | Año  |
| ---------------------------- | ---------------------- | -------------- | ---- |
| North American Soccer League | Toronto Metros-Croatia | Canadá         | 1976 |
| North American Soccer League | Tulsa Roughnecks       | Estados Unidos | 1983 |